# Egadské ostrovy

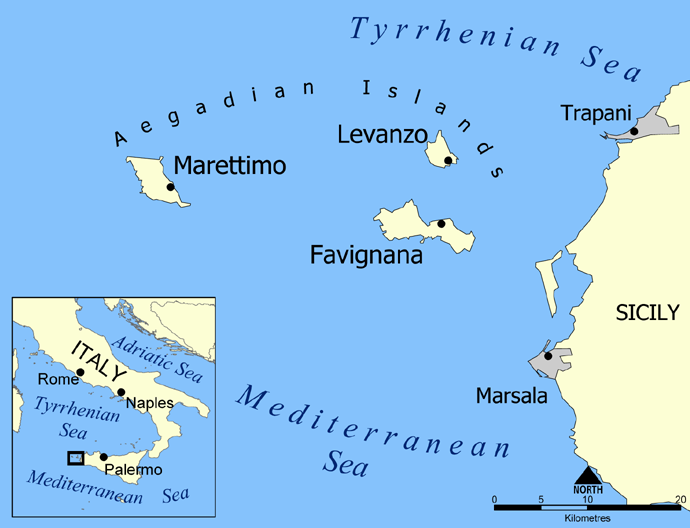
Mapa Egadských ostrovů

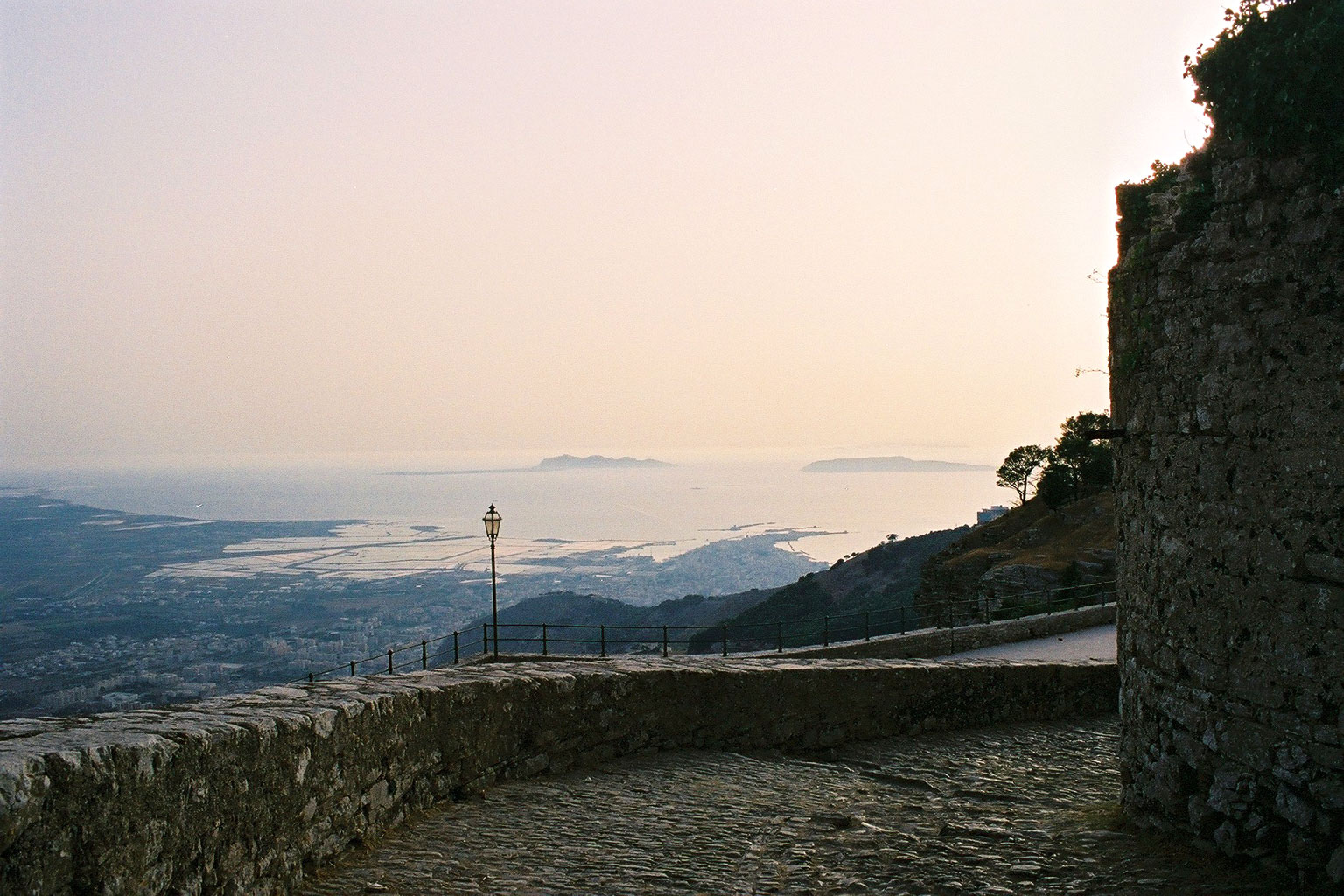
Pohled na ostrovy Favignana a Marettimo z Trapani na Sicílii

Egadské ostrovy (italsky Isole Egadi, latinsky Aegates Insulae) je souostroví ve Středozemním moři, které leží západním směrem od severozápadního pobřeží Sicílie. Jsou součástí provincie Trapani v Itálii. Celková rozloha ostrovů je 37,45 km². Hlavním zdrojem obživy je rybolov (tuňák).

## Přehled ostrovů
|   | ostrov    | rozloha (km²) | nejvyšší vrchol      | max.nadm.výška (m) |
| - | --------- | ------------- | -------------------- | ------------------ |
| 1 | Favignana | 19,8          | Monte Santa Caterina | 314                |
| 2 | Marettimo | 12,3          | Monte Falcone        | 686                |
| 3 | Levanzo   | 5,82          | pizzo Monaco         | 278                |
| 4 | Formica   | 0,04          | ?                    | ?                  |

## Historie
Souostroví je osídleno od paleolitu, o čemž svědčí skalní kresby v jeskyních na ostrovech Favignana a Levanzo. Ze starověku jsou známé díky bitvě u Aegetských ostrovů v roce 241 př. n. l. během První punské války, v níž Římané porazili Kartágo.